# NGC 7575
NGC 7575 (również PGC 70946) – galaktyka soczewkowata (S0), znajdująca się w gwiazdozbiorze Ryb.
Obiekt NGC 7575 odkrył Albert Marth 29 sierpnia 1864 roku. Identyfikacja obiektu nie jest jednak pewna, gdyż podał on błędną pozycję. Jeśli Marth obserwował właśnie tę galaktykę oznaczałoby to, że popełnił błąd w deklinacji wielkości dokładnie jednego stopnia. Mniej prawdopodobne są inne możliwości – że Marth obserwował wtedy galaktykę NGC 7562 (przy założeniu błędu 1,3 minuty w rektascensji) lub gwiazdę.